# Fonds français pour la nature et l'environnement
Le Fonds français pour la nature et l'environnement est une organisation non gouvernementale créée en 1967, association reconnue d'utilité publique en 1971. 

## Historique
En 1967, Jean Sainteny, ministre du général de Gaulle, crée le Fonds mondial pour la nature, branche française du WWF ou World Wide Fund for Nature. Cette création se fait sur l'insistance du Prince Bernhardt des Pays-Bas. Cette section française devient indépendante en 1971 sous le nom de Fonds français pour la nature et l’environnement (FFNE), à la demande du général de Gaulle qui pensait que les grandes ONG internationales avaient des préoccupations cachées autres que la préservation de la nature. 

## Organisation
Le FFNE collabore avec un réseau de chercheurs et personnalités. Il a signé des accords avec des associations du secteur comme France Nature Environnement ou Comité 21 par exemple.
Dès sa création, la FFNE travaille avec des entreprises privées pour financer des projets de protection de la nature.
En 2012, le FFNE est présidé par Christine Archambault.